# Linjefart
Et skib som sejler i linjefart, er et skib som besejler en forudbestemt rute, ofte med en sejlplan som rækker langt ud i frem i tiden. De moderne containerskibe i Mærsk, er et godt eksempel på linjefart.